# Les Portes du temps : Un nouveau monde
Les Portes du temps : Un nouveau monde ou Primeval : Un nouveau monde en France ou Primitif : Un nouveau monde au Québec (Primeval: New World) est une série télévisée d'aventure, fantastique et de science fiction canadienne en treize épisodes de 42 minutes créée par Garfield Reeves-Stevens et Judith Reeves-Stevens, diffusée entre le 29 octobre 2012 et le 19 février 2013 sur Space ; le 8 janvier 2013 sur la chaîne Watch au Royaume-Uni ; et le 8 juin 2013 sur Syfy, aux États-Unis. Il s'agit d'une série dérivée de la série télévisée Nick Cutter et les Portes du temps (Primeval).
Au Québec, la série est diffusée depuis le 20 février 2013 sur Ztélé et en France depuis le 5 mars 2013 sur Syfy et à partir du 26 novembre 2014 sur NRJ 12.

## Synopsis
La série se passe quelques années après les événements de Primeval au Royaume-Uni. À Vancouver, au Canada, Evan Cross, le richissime inventeur et visionnaire, également PDG de Cross Photonics, tente de percer le mystère d'anomalies spatio-temporelles avec l'aide d'une équipe d'experts en technologie et en informatique, tout en empêchant les animaux préhistoriques de faire des dégâts au XXIe siècle avec l'aide d'experts en comportement animalier d'une part, et l'armée Canadienne de l'autre, à la suite de la mort de sa femme tuée par un Albertosaure.
Certains personnages emblématiques de la série Nick Cutter et les Portes du temps feront leur apparition, tel que Connor Temple.

## Distribution

### Acteurs principaux
- Niall Matter (VF : Cédric Dumond) : Evan Cross
- Sara Canning (VF : France Renard) : Dylan Weir
- Danny Rahim (en) : Mac Rendell
- Crystal Lowe : Toby Nance
- Miranda Frigon (de) : Angelika Finch
- Geoff Gustafson : Ken Leeds

### Invités
- Andrew Lee Potts : Connor Temple (épisodes 1 et 13)
- Colin Ferguson : Howard Kanan (épisode 9)
- Justin Louis : Colonel Hall (épisodes 11 à 13)
- Lexa Doig : Dr Mara Fridkin (épisodes 12 et 13)

- Version française
Société de doublage : C You Soon[6]

 Source et légende : version française (VF) sur RS Doublage

## Production

### Développement
Le 15 septembre 2011, la chaîne de télévision Space a annoncé la commande d'une série dérivée à Nick Cutter et les Portes du temps (Primeval) composée de treize épisodes et diffusée entre le 29 octobre 2012 et le 19 février 2013 au Canada.
Le 21 février 2013, la chaîne Space a annulé la série après une seule saison. Depuis les créateurs de la série cherchent une nouvelle chaîne télé pour financer et diffuser une suite, et mobilisent les fans via une pétition et sur les réseaux sociaux.

### Scénario
L'intrigue de la série aura le même univers que la version anglaise et poursuivra l'évolution de la mythologie instaurée. La production ajoute que divers éléments seront repris et certaines histoires auront une continuité en rapport avec les intrigues déjà développées dans la série originale.

### Casting
Les rôles principaux sont interprétés par Niall Matter (Evan Cross) et Sara Canning (Dylan Weir), Andrew Lee Potts reprendra son rôle de Connor Temple lors de l'épisode pilote en tant qu'invité et les acteurs Miranda Frigon (Angelika Finch), Geoff Gustafson (Ken Leeds), Danny Rahim (Mac Rendell) et Crystal Lowe sont aussi annoncés à la distribution.

### Tournage
Le tournage a débuté en hiver 2011 à Vancouver, en Colombie-Britannique, au Canada.

### Fiche technique
- Titre original : Primeval: New World
- Titre français : Les Portes du temps : Un nouveau monde
- Titre québécois : Primitif : Un nouveau monde
- Création : Garfield Reeves-Stevens et Judith Reeves-Stevens
- Réalisation :
- Scénario :
- Direction artistique :
- Décors :
- Costumes :
- Photographie :
- Montage :
- Musique :
- Casting :
- Production : 
  - Production exécutive : Tim Haines, Martin Wood et Gillian Horvath
- Sociétés de production : Impossible Pictures et Omni Film Productions
- Société(s) de distribution : Entertainment One
- Pays d'origine :  Canada
- Langue originale : anglais
- Format : couleur - 35 mm - 1,78:1 - son Dolby Digital
- Genre : Aventure, fantastique, science-fiction
- Durée : 55 minutes

## Épisodes
1. Alerte dinosaures (The New World)
2. Serpent de légende (Sisiutl)
3. Vol au-dessus d'un nid de scarabées (Fear of Flying)
4. Angry Birds (Angry Birds)
5. Panique sur le campus (Undone)
6. Tactique de guerre (Clean Up Aisle Three)
7. Promenons-nous dans les bois (Babes in the Woods)
8. Le Bal des fantômes (Truth)
9. Les Deux génies (Breakthrough)
10. La Grande évasion (The Great Escape)
11. Révélations (The Inquisition)
12. Course contre la montre ? (The Sound of Thunder: Part One)
13. Course contre la montre ? (The Sound of Thunder: Part Two)

## Univers de la série

### Les personnages

#### Personnages principaux
Evan Cross (Niall Matter)
Inventeur spécialisé dans les logiciels, il s'est mis à faire des recherches sur les anomalies après une rencontre avec un Albertosaurus six ans avant le début de la série. Durant cette rencontre sa femme a trouvé la mort et lui n'a dû sa survie qu'au sacrifice d'un militaire du CRA. Sa compagnie, Cross Photonics, sert de base à l'équipe qu'il a mise en place.
Dylan Weir (Sara Canning)
Jeune officier de la conservation de la faune et experte en comportement des prédateurs.
Mac Rendell (Danny Rahim)
Anglais, expert en sécurité et en armes à feu. Outre sa volonté de défendre l'équipe, Mac aime se faire voir auprès des filles. Cependant Cross semble avoir eu une raison secrète de l'embaucher.
Toby Nance (Crystal Lowe)
Informaticienne, hackeuse, conceptrice de l'appareil permettant de traquer les anomalies. On apprend qu'elle est lesbienne.
Ange Finch (Miranda Frigon)
Amie de Cross et directrice financière de Cross Photonics. Elle se démène pour garder Cross à l'entreprise.
Lt. Ken Leeds (Geoff Gustafson)
Officier de la Royal Canadian Air Force et à la tête du projet secret "Magnet", anciennement bureau de l'inexpliqué du gouvernement canadien.
Plein de bonne volonté, il est cependant assez gauche. De plus, il semble humble et tire leçons de ses erreurs. 

#### Personnages récurrents
Colonel Hall (Justin Louis)- Ep. 11 à 13
Officier expérimenté de l'armée canadienne. Il a un but sombre.
Détective Harlow (Adrian Holmes)- Ep. 1, 2 et 10
Officier-inspecteur de la police canadienne.
Samantha Sedaris (Jodi Balfour)- Ep. 3, 5 et 9
Petite amie de Mac travaillant de nuit dans un entrepôt, elle est tuée par un Lycaenops dans l'épisode 5.
Major Douglas (Dan Payne)- Ep. 7, 10 et 11
Officier de l'armée canadienne.
Brooke Cross (Kimberly Sustad)- Ep. 1, 3 et 8
```
Femme d'Evan tuée par un Albertosaurus.
```

Technicienne de laboratoire (Carolyn Adair) 3 épisodes
Connor Temple (Andrew Lee Potts)- Ep. 1 et 13
Membre du CRA. Ancien élève de Nick Cutter. Il met Evan en garde du danger de travailler sur les anomalies et des risques de modifier l'histoire, lui conseillant d'abandonner leur étude.
Sergent Macready (Eric Breker)- Ep. 12 et 13
Sous-officier de l'armée canadienne.
Dr Fridkin (Lexa Doig)- Ep. 12 et 13
Médecin sous les ordres du Colonel Hall.
Lisa Merriweather (Rukiya Bernard)- Ep. 12 et 13
Bill Pearson (Patrick Sabongui)- Ep. 5 et 10
Caporal (J.C. Williams)- Ep. 12 et 13
Sous-officier de l'armée canadienne.
(David Attar) 2 épisodes
Dr Darius Jardine (Michael Patric)- Ep. 12 et 13
Scientifique sous les ordres du Colonel Hall.
Agent de police (Fraser Corbett)- Ep. 1 et 2

### Les créatures apparues lors de la saison
Épisode 1
- Ptéranodon
- Utahraptor

Épisode 2
- Titanoboa

Épisode 3
- Scarabée du Jurassique

Épisode 4
- Titanis

Épisode 5
- Lycaenops

Épisode 6
- Daemonosaurus

Épisode 7
- Ornitholestes

Épisode 8
- Pachycephalosaurus
- Albertosaurus

Épisode 9
- Triceratops

Épisode 10
- Titanis

Épisode 11
- Titanis
- Pachycephalosaurus
- Ornitholestes
- Lycaenops
- Méganeura

Épisode 12
- Brontoscorpio

Épisode 13
- Albertosaurus
- Brontoscorpio